# Agmark

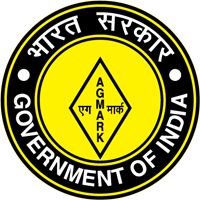
Logotype AGMARK, apposé sur les produits certifiés.

 (mai 2025).
L'AGMARK est une marque de certification utilisée sur les produits agroalimentaires et agricoles en Inde, garantissant qu'ils sont conformes à un ensemble de normes approuvées par la Directorate of Marketing and Inspection (Direction du marketing et de l'inspection), un bureau rattaché au Département de l'Agriculture et du Bien-être des agriculteurs, sous l'égide du ministère de l'Agriculture du gouvernement indien,,,,.
Le siège social d'AGMARK est situé à Faridabad, dans l'État de l'Haryana. C'est un organisme régi par la loi sur les produits agricoles (classement et marquage) de 1937 (Agricultural Produce (Grading and Marking) Act of 1937), modifiée en 1986. Les normes AGMARK actuelles définissent les directives de qualité pour 224 produits différents, couvrant une variété de légumineuses, de céréales, d'huiles essentielles, d'huiles végétales, de fruits et légumes, et de produits semi-transformés comme les vermicelles. 

## Étymologie et origine

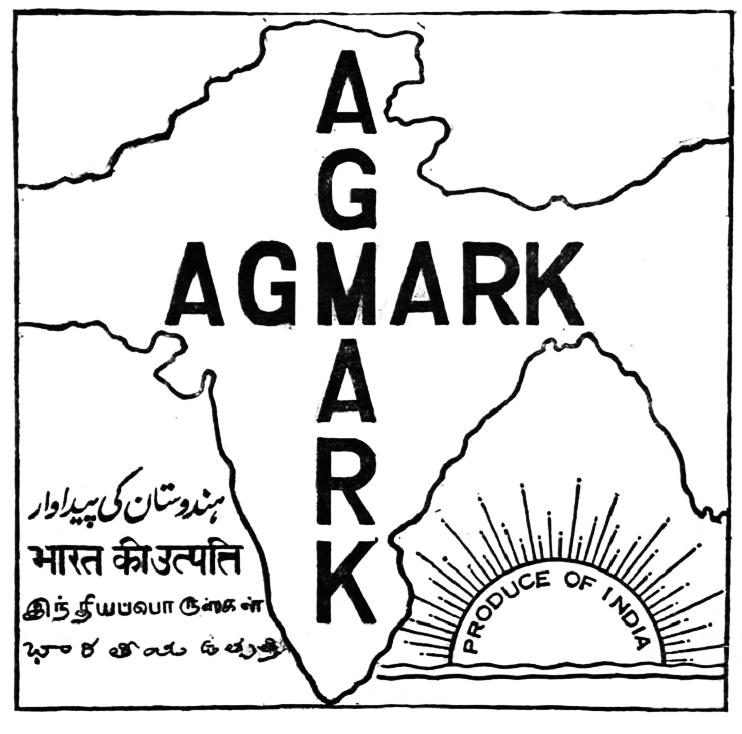
Le logo en 1941

Agmark est un mot-valise en langue anglaise, inventé en joignant la syllabe « Ag » d'« agriculture », au mot « mark » pour désigner une marque de certification. Ce terme a été introduit à l'origine dans le projet de loi présenté au Parlement indien (du Raj britannique) pour la loi sur les produits agricoles (classement et marquage) de 1937 (Agricultural Produce (Grading and Marking) Act). 
L'ensemble du système Agmark, y compris son nom, a été créé par Archibald MacDonald Livingstone, conseiller agricole et marketing auprès du gouvernement indien, de 1934 à 1941. La conception et l'établissement de ce système ont requis à Livingstone le soutien d'un personnel de plusieurs centaines d'individus. L'Agmark a été initialement mis en place pour bénéficier aux producteurs locaux dans toute l'Inde qui, en l'absence d'une certification de qualité, étaient exposés à recevoir de la part des revendeurs des prix d'achats inférieurs à la valeur réelle de leurs produits.

## Laboratoires Agmark
La certification Agmark est utilisée par des laboratoires Agmark sous contrôle entièrement public, situés dans tout le pays, qui font office de centres de test et de certification. En plus du laboratoire central AGMARK de Nagpur, ou CAL (Central AGMARK Laboratory), il existe des laboratoires régionaux AGMARK, ou RAL (Regional AGMARK Laboratories) dans 11 villes nodales (Bombay, New Delhi, Madras, Calcutta, Kanpur, Cochin, Guntur, Amritsar, Jaipur, Rajkot et Bhopal). Chacun des laboratoires régionaux est équipé et spécialisé dans les tests de produits d'importance régionale. Par conséquent, la gamme de produits qui pourraient être testés varie selon les centres.

## Produits et tests
Les tests effectués dans ces laboratoires comprennent des analyses chimiques, des analyses microbiologiques, des résidus de pesticides et des analyses d'aflatoxines. Ils sont conduits, entre autres produits, sur des épices entières (tel que le gingembre), des épices moulues, le ghee, le beurre, des huiles végétales, le miel, des céréales et légumineuses alimentaires (notamment les graines de soja, le jowar ou sorgho, le bajra ou mil, le Bengal gram ou pois chiche), des produits de meunerie (atta, suji et maida, farine de pois chiche, etc.), des tourteaux, des huiles et des graisses (y compris des huiles non-comestibles), des produits d'abattage (boyaux d'animaux, viande, etc.).